# 甲斐さゆみ
甲斐 さゆみ（かい さゆみ）は、日本の漫画家、元看護師。
主に看護師の経験を漫画にしている。漫画作品はインドネシア語などに翻訳され、海外でも読まれている。また、広島県広島市佐伯区のイメージキャラクター「さえき景弘くん」のデザインも手掛けた。

## 経歴
広島県出身。元東京都在住。
かつては看護師として勤務していた。当時の経験と知識が後の漫画作品のベースとなっている。
看護師を務める傍ら、漫画の連載の持ち込みなどを行うようになる。
退職を機に、漫画制作に本腰を入れるようになる。「レディース漫画家」として業界に名を馳せる。
1996年には、 秋田書店より『実録!看護婦物語』の全10巻を発売。
2011年には、広島県広島市の湯来町にて、「湯来のまち 空き家アート作品展」が開催された。その第一回には、甲斐の展覧会が行われ、原画などの展示が行われた。
夫は共に漫画家の水穂輝。『帰ってきたウルトラマン』などの作品を手掛ける。

## 作品リスト

### 漫画単行本
- 『実録!看護婦物語』全10巻（1996年、秋田書店）
- 『Theナース』（2013年、ぶんか社）
- 『はぐれナース純情派』（2017年、宙出版）
- 『シンデレラのため息』（2019年、宙出版）
- 『月下美人』（2019年、宙出版）
- 『8日目の朝』（2019年、宙出版）
- 『エンジェルンジェルライフ』（2019年、宙出版）
- 『野良猫』（2019年、宙出版）
- 『振り返ればアイツ…』（2019年、宙出版）
- 『一年後…』（2020年、宙出版）
- 『岡岷山』（2021年）

### 連載など
- 『サスペリアミステリー』（秋田書店）
- 『本当にあった笑える話』（2004年、ぶんか社）
- 『進め！シタタカくん』（2015年）
- 『ストーリーな女たち ブラック』（2018年、ぶんか社）
- 『誘惑ドロップス☆甘美な秘密』（2018年、講談社）
- 『女たちの不幸スペシャル』（2021年、宙出版）
- 『活動遺産』（2024年、デザインエッグ）編 : 清古尊